# Dubiella
Dubiella là một chi bướm ngày thuộc họ Bướm nâu.